# Commodoro

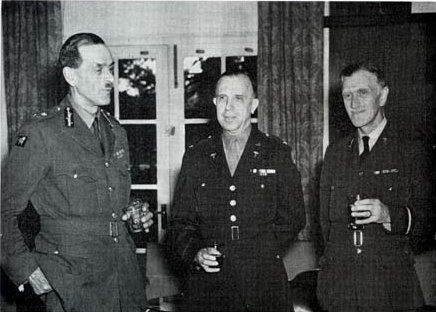
Al centro, il commodoro dell 'aria Geoffrey Keynes (Royal Air Force).

Quello di commodoro è un grado usato in varie marine militari e mercantili del mondo.

## Storia
In Italia, il decreto luogotenenziale 11 agosto 1918, n. 1193 aveva istituito nella Regia Marina un grado intermedio fra quello di capitano di vascello e quello di contrammiraglio, ovvero quello di sottoammiraglio per il Corpo di stato maggiore, e di brigadiere generale per gli altri Corpi. Con il foglio d'ordini del 5 settembre 1918 furono istituiti i distintivi di grado per sottoammiragli che per gli ufficiali di vascello comprendeva sulle maniche sopra alla greca, un tratto di gallone d'oro girato ad occhio, mentre per i brigadieri generali la sola greca. 
Tali gradi rimasero in vigore sino al 1923 quando vennero aboliti in seguito al Regio decreto legislativo dell'11 novembre 1923 n. 2395 che riordinava i gradi della forza armata. Durante gli anni del ventennio fascista a norma di ufficiali regole emanate dal 1922 al 1943, secondo le quali non potevano essere utilizzate parole provenienti da lingue straniere, in Italia non poteva essere utilizzato il termine commodoro proveniente dal termine francese commandeur. A fronte di ciò e per la culturale e politica tendenza orientata a istituire nuovamente usi, regole e costumi dell'epoca imperiale romana, in luogo del titolo o grado di commodoro, fu reintrodotto e posto in uso il titolo di comandante superiore. 
Il grado di commodoro è stato introdotto anche in alcune marine della NATO. Nelle marine militari di Germania, Danimarca, Finlandia, Belgio e Svezia il grado di commodoro è sostituito dal grado di ammiraglio di flottiglia, intermedio tra capitano di vascello e contrammiraglio.

## Nella marina mercantile
In alcune compagnie di navigazione americane e britanniche, al comandante più anziano della flotta, viene conferito il titolo di commodoro. Nei detti ambienti marittimi di cultura anglosassone è vigente la regola di deontologia marinara secondo la quale si usa definire e appellare con il titolo di commodoro autorevoli comandanti in servizio e/o già in pensione i quali sono, in veste di passeggeri, su una nave al comando di un altro comandante, sia quest'ultimo più o meno anziano del comandante titolare al comando della nave.
Quanto innanzi per evitare confusione tra il comandante titolare al comando ed il comandante che si trova a bordo in veste di passeggero. Tale regola, inoltre, viene rispettata e applicata per dar luogo all'idoneo grado di riconoscimento e al giusto grado di riguardo e cortesia nei confronti del comandante ospite. Per mera omologazione, in Italia questo grado viene posto al livello del grado onorifico di comandante superiore, questo in forza delle regole e delle tradizioni vigenti nella cessata Flotta Italiana di Linea anche detta Flotta di Stato facente capo alla Finmare.

## Nel mondo

### Argentina

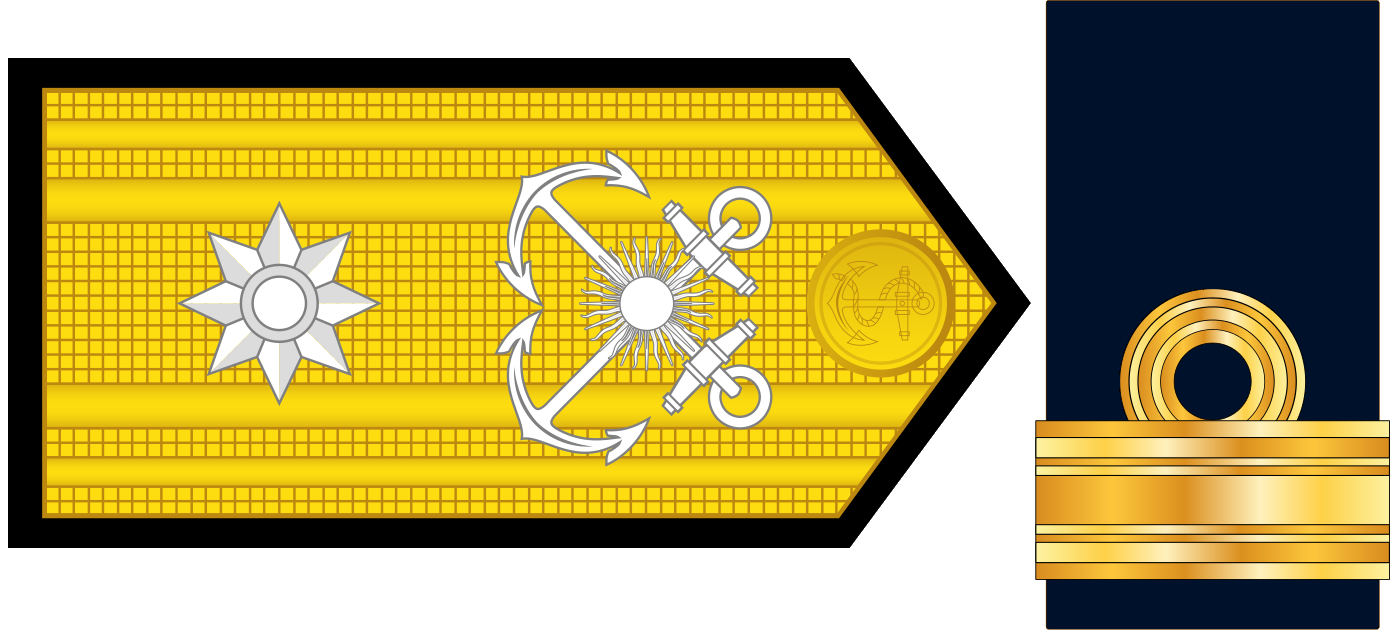
Comodoro della Armada Argentina

In Argentina il grado di Comodoro nella Fuerza Aérea Argentina è omologo del colonnello dell'Esercito, superiore al grado di vicecommodoro che è omologo del tenente colonnello e inferiore al grado di Comodoro mayor che è a sua volta intermedio tra il grado di comodoro e di grado di brigadier ed è riservato ai comodoro con maggiore anzianità nel grado, prossimi alla promozione a brigadier o che rivestono compiti di comando superiori al loro grado. 
Nella Armada Argentina il grado di Comodoro de Marina è intermedio tra il grado di Capitan de Navio e contralmirante che è riservato ai capitani di vascello con maggiore anzianità nel grado, prossimi alla promozione a contrammiraglio o che rivestono compiti di comando superiori al loro grado ed è omologo al Comodoro mayor della Fuerza Aérea Argentina. 
Nell'Esercito il grado omologo al Comodoro mayor della Fuerza Aérea e al Comodoro de Marina della Armada è Coronel Mayor riservato ai colonnelli con maggiore anzianità nel grado, prossimi alla promozione al grado di Generale di brigata o che rivestono compiti di comando superiori al loro grado.

### Finlandia
Nella Marina finlandese il grado di Kommodori, traducibile con commodoro, corrisponde al grado di Captain delle marine anglosassoni e di capitano di vascello della Marina Militare Italiana.

### Germania
Il grado di commodoro era presente nella Kriegsmarine ed è stato in vigore fino al 1945. Il grado equivalente nella Bundesmarine, nella Deutsche Marine è ammiraglio di flottiglia e nella Luftwaffe

### Italia
A norma dei contenuti del Regolamento per il servizio a bordo delle navi della Marina militare italiana (S.M.M. 3), l'ufficiale superiore preposto al comando di più unità navali sarà nominato con ordine ministeriale "capogruppo", "capoflottiglia" o "caposquadriglia".
Nella Marina Militare Italiana, sempre a norma dei contenuti del S.M.M. 3, il comandante più elevato in grado, o più anziano tra quelli di pari grado, in una riunione di più navi, sia all'ancora sia in mare, ha titolo di comandante superiore.
Nella Regia Marina durante la prima guerra mondiale venne istituito il grado di sottoammiraglio, intermedio tra capitano di vascello e contrammiraglio.

### Paesi Bassi
Nella Koninklijke Marine la denominazione del grado è commandeur ovvero "comandante", in uso nella marina olandese dal XVI secolo utilizzato per varie posizioni, quali ad esempio, l'ufficiale in comando di una piccola nave o in seguito anche per il comandante di una piccola formazione navale.
Nel 1955 commandeur divenne il grado di ufficiale di bandiera più basso della Marina, omologo al commodore della Royal Navy e al retroammiraglio (metà inferiore) della US Navy. Nella gerarchia militare della Koninklijke Marine il grado è compreso tra il "capitano di mare", corrispondente al captain delle marine anglosassoni e del capitano di vascello della Marina Militare Italiana, e Scolta di notte (olandese: schout-bij-nacht), grado corrispondente al retroammiraglio della Royal Navy e al retroammiraglio (metà superiore) della US Navy.

#### Distintivi di grado degli ufficiali ammiragli della Koninklijke Marine
| Codice NATO | OF-10              | OF-9          | OF-8             | OF-7       | OF-6 |
| ----------- | ------------------ | ------------- | ---------------- | ---------- | ---- |
| Paesi Bassi |                    |               |                  |            |      |
| Admiraal    | Luitenant-Admiraal | Vice-Admiraal | Schout-bij-Nacht | Commandeur |      |

##### Uniforme Reale
Distintivo di grado del Sovrano dei Paesi Bassi quando indossa l'uniforme della Koninklijke Marine.
| Koninklijke Marine | Monarca dei Paesi Bassi |

### Polonia
Nella Marina militare polacca il grado di Komandor, traducibile con comandante o commodoro, corrisponde al grado di Captain delle marine anglosassoni e di capitano di vascello della Marina Militare Italiana.

### Regno Unito
Nell'Ottocento, quello di commodore, presso la RN era un incarico temporaneo che dava diritto ai gradi di contrammiraglio ma senza paga; questo per evitare di nominare troppi ammiragli coi conseguenti costi. Nello specifico esistevano commodori di prima e seconda classe, a seconda se avessero o no sotto di loro un comandante sulla nave ammiraglia. Ai tempi attuali è un grado nella Royal Navy solo dal 1997, ed in precedenza era il grado intermedio tra un capitano e un retroammiraglio. Il commodoro tuttavia non era un vero e proprio ufficiale di bandiera e non faceva parte degli ammiragli, sempre fino al 1997. Il commodoro assume il comando di formazioni navali quali ad esempio una squadriglia di cacciatorpediniere, e nella guerra delle Falkland ad esempio il comando della forza anfibia era affidato al commodoro Mike Clapp, che sebbene inferiore in grado non era subordinato al comandante del gruppo navale, ammiraglio Sandy Woodward, in quanto avevano incarichi diversi e complementari, e rispondevano entrambi direttamente al quartier generale della flotta a Northwood.

Guidone di comando di Commodoro
Controspallina da Commodoro
distintivo per paramano di Commodoro dell'aria
Insegna di comando di Commodoro dell'aria

Nella Royal Air Force il grado di commodoro dell'aria (air commodore) è omologo al brigadiere del British Army.

### Stati Uniti
Nella United States Navy degli anni duemila è la funzione e/o qualifica che viene data a un capitano che comanda più di una unità, mentre quello che era il grado e il compito del commodoro è stato sostituito dal grado di retroammiraglio (metà inferiore) che fa parte della categoria degli ammiragli, a differenza del commodoro, e che non era un ufficiale di bandiera ma un capitano di vascello con maggiori responsabilità. Il grado di commodoro era stato usato fino alla fine del XIX secolo e venne ripristinato nel corso della seconda guerra mondiale. Abolito nel secondo dopoguerra tuttavia il termine continuò e continua a essere usato per i capitani designati al comando di uno squadrone di più unità navali. Nel 1982 nella U.S. Navy e nella U.S. Coast Guard venne istituito il grado di Commodore admiral che ebbe vita brevissima, tanto che venne abolito all'inizio del 1983 e sostituito con il grado di Commodore, che a sua volta venne abolito nel 1985 e sostituito dal grado di retroammiraglio (metà inferiore) (una stella, equivalente al nostro contrammiraglio, NATO OF-6).

guidone di comando della United States Navy
altro guidone di comando della United States Navy

## Gradi
Grado di Commodoro o suo equivalente nelle varie marine:
| Paese       | Grado                             | Annotazioni                                                               |
| ----------- | --------------------------------- | ------------------------------------------------------------------------- |
| Argentina   | Comodoro                          | abbreviato "COMO"                                                         |
| Australia   | Commodore                         | abbreviato CDRE                                                           |
| Bangladesh  | কমোডর (Commodore)                  | abbreviato "CDRE"                                                         |
| Bulgaria    | Komodor                           |                                                                           |
| Canada      | Commodore                         | abbreviato "Cmdre"                                                        |
| Cile        | Comodoro                          | denomitazione per alcuni ufficiali                                        |
| Croazia     | Komodor                           |                                                                           |
| Danimarca   | Flotilleadmiral                   |                                                                           |
| Egitto      | عميد (Amīd bahri)                 |                                                                           |
| Estonia     | Kommodoor                         | Introdotto nel 2000.                                                      |
| Finlandia   | Kommodori                         | Kommodori/Kommodor STANAG OF-5; Lippueamiraali/Flottiljamiral STANAG OF-6 |
| Francia     | Chef de division                  | storica                                                                   |
| Francia     | Contre-Amiral                     | STANAG OF-6                                                               |
| Germania    | Flottillenadmiral                 | Deutsche Marine STANAG OF-6                                               |
| Germania    | Kommodore                         | Kriegsmarine fino al 1945                                                 |
| Grecia      | Archiploiarchos (Αρχιπλοίαρχος)   |                                                                           |
| India       | Commodore                         | abbreviato "CMDE"                                                         |
| Indonesia   | Komodor                           | in uso fino al 1973, poi sostituito da Laksamana Pertama                  |
| Iran        | Daryādār (دریادار‎)                |                                                                           |
| Irlanda     | Commodore (irlandese: Ceannasóir) |                                                                           |
| Italia      | Sottoammiraglio                   | nella Regia Marina (1918–1923)                                            |
| Italia      | Contrammiraglio                   | Marina Militare (STANAG OF-6)                                             |
| Paesi Bassi | Commandeur                        |                                                                           |
| Pakistan    | Commodore                         | Cdre                                                                      |
| Polonia     | Kontradmirał                      | Komandor STANAG OF-5; Kontradmirał STANAG OF-6                            |
| Portogallo  | Comodoro                          |                                                                           |
| Regno Unito | Commodore                         |                                                                           |
| Romania     | Contraamiral de flotilă           | Comandor STANAG OF-5; Contraamiral de flotilă STANAG OF-6                 |
| Spagna      | Contraalmirante                   | STANAG OF-6 retroammiraglio (metà inferiore)                              |
| Stati Uniti | Commodore                         | abbreviato quando era in uso "CDRE"                                       |
| Stati Uniti | Rear Admiral (lower half)         | abbreviato "RDML"                                                         |
| Turkey      | Tugamiral                         |                                                                           |

Argentina
Australian Navy
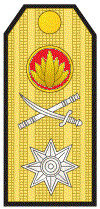
Bangladesh
Canada
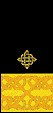
Croazia
Egitto
Finlandia
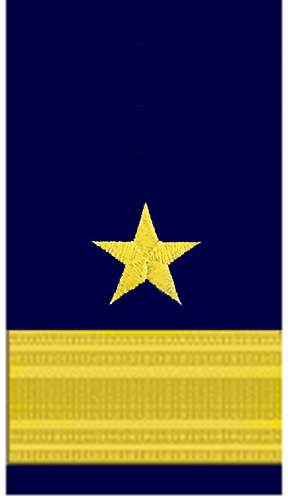
Germania (fino al 1945)
Grecia
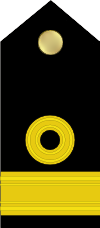
India
Italia (1918-1923)
Paesi Bassi
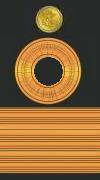
Pakistan
Polonia
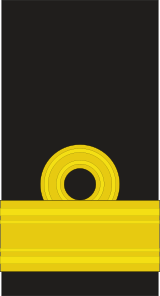
Portogallo
Regno Unito
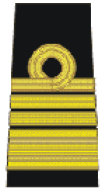
Romania
Stati Uniti